# Family Guy: Live in Vegas
Family Guy: Live in Vegas is een soundtrackalbum van de Amerikaanse serie Family Guy. Het album is uitgebracht op 26 april 2005.
De liedjes worden gezongen door de insprekers van de personages van Family Guy, op het album staat onder andere de intro van de serie.

## Nummers
1. "Fanfare & Intro"
2. "Theme from Family Guy" (intro)
3. "Babysitting is a Bum Deal"
4. "Dear Booze"
5. "The "Q" Man Loves Nobody"
6. "All Cartoons Are Fuckin' Dicks"
7. "The Last Time I Saw Paris"
8. "But Then I Met You"
9. "T.V. Medley"
10. "Puberty's Gonna Get Me"
11. "But I'm Yours"
12. "Slightly Out of Tune"
13. "One Boy"
14. "Quahog Holiday"
15. "Bow Music"